# Elevation Recordings
Elevation Recordings was een Amerikaans platenlabel dat van 2007 tot en met 2009 bestond.
Het was opgezet om muziek uit te geven die niet eenvoudig bij andere platenlabels was onder te brengen. In eerste instantie ging het label ervan uit dat de meeste album is een oplage tot 5000 geperst zouden worden. Daarna zouden er geen heruitgaven van de albums plaatsvinden. Elevation Recordings was gevestigd in Macomb Township (Michigan) in Michigan. Na 2009 is niets meer van het label vernomen en de site is opgeheven (2012).

## Uitgaven
- EV-01 (2007): Nadja: Guilted by the sun
- EV-02 (2007): Residual Echoes: Firsts
- EV-03 (2007): Blood Meridian: Liquidate Paris!
- EV-04 (2007): Laura: Yes maybe no
- EV-05 (2008): This Quiet Army: Blackhaunter
- EV-06 (2009): Orn: Teeth/knowing
- EV-08 (2009): Whisper Room: Birch white (oplage 2000 stuks)